# Politionele provocatie
Politionele provocatie of uitlokking is de praktijk waarbij ordehandhavers iemand aanzetten tot het plegen van een misdrijf dat anders waarschijnlijk niet zou hebben plaatsgevonden. In veel rechtsstelsels worden dergelijke praktijken tegengegaan door ze rechtstreeks te verbieden en/of door de daders niet of minder te straffen.

## België
Naar Belgisch strafrecht is er politionele provocatie wanneer bij iemand het voornemen om een misdrijf te plegen rechtstreeks is ontstaan of versterkt door toedoen van de politie, of wanneer de politie het misdadig voornemen heeft bevestigd terwijl de dader wilde ophouden (artikel 30 van de Voorafgaande titel van het Wetboek van strafvordering). Met de politie worden gelijkgesteld derden die handelen op hun uitdrukkelijk verzoek. Wanneer de politie of het parket aldus heeft bijgedragen aan de wil van een ander om een misdrijf te plegen, is het niet vervolgbaar.
Provocatie van een misdrijf is verboden. Dit verbod is ingeschreven in het wetboek door de wet van 27 december 2005, nadat een eerdere regeling was vernietigd door het Arbitragehof. Indien men toch provoceert, is de sanctie de niet-ontvankelijkheid van de strafvordering met betrekking tot de uitgelokte feiten. De feiten zijn eenvoudigweg niet meer vervolgbaar.
Het volstaat niet dat de politie een gelegenheid heeft geschapen om vrij een strafbaar feit te plegen (bv. het plaatsen van een 'lokfiets', het rondwandelen als 'lokvrouw'). Provocatie veronderstelt dat de politie bedrieglijke middelen heeft ingezet om aan te zetten tot het misdrijf. Zo zou het voor de opsporing van grooming nog een toelaatbare list zijn om in te loggen en te chatten onder een nickname die een minderjarig kind suggereert, maar niet om de als kind vermomde agent zelf avances te laten maken. Bij het gebruik van bijzondere opsporingsmethodes wordt soms een dunne grens bewandeld.
Het onderscheid tussen provocatie en proactieve recherche wordt steeds vager. Onder proactieve recherche wordt verstaan het opsporen, verzamelen, registreren en verwerken van gegevens en inlichtingen op grond van een redelijk vermoeden van te plegen of reeds gepleegde maar niet aan het licht gebrachte feiten in het kader van criminele organisatie, terrorisme en dergelijke met het doel tot het vervolgen van de daders van misdrijven te komen. Het Hof van Cassatie oordeelde in 2010 dat het plaatsen van een voertuig met daarin een laptop in een probleemwijk in het kader van een antidiefstalcampagne geen provocatie betreft.